# Alampur

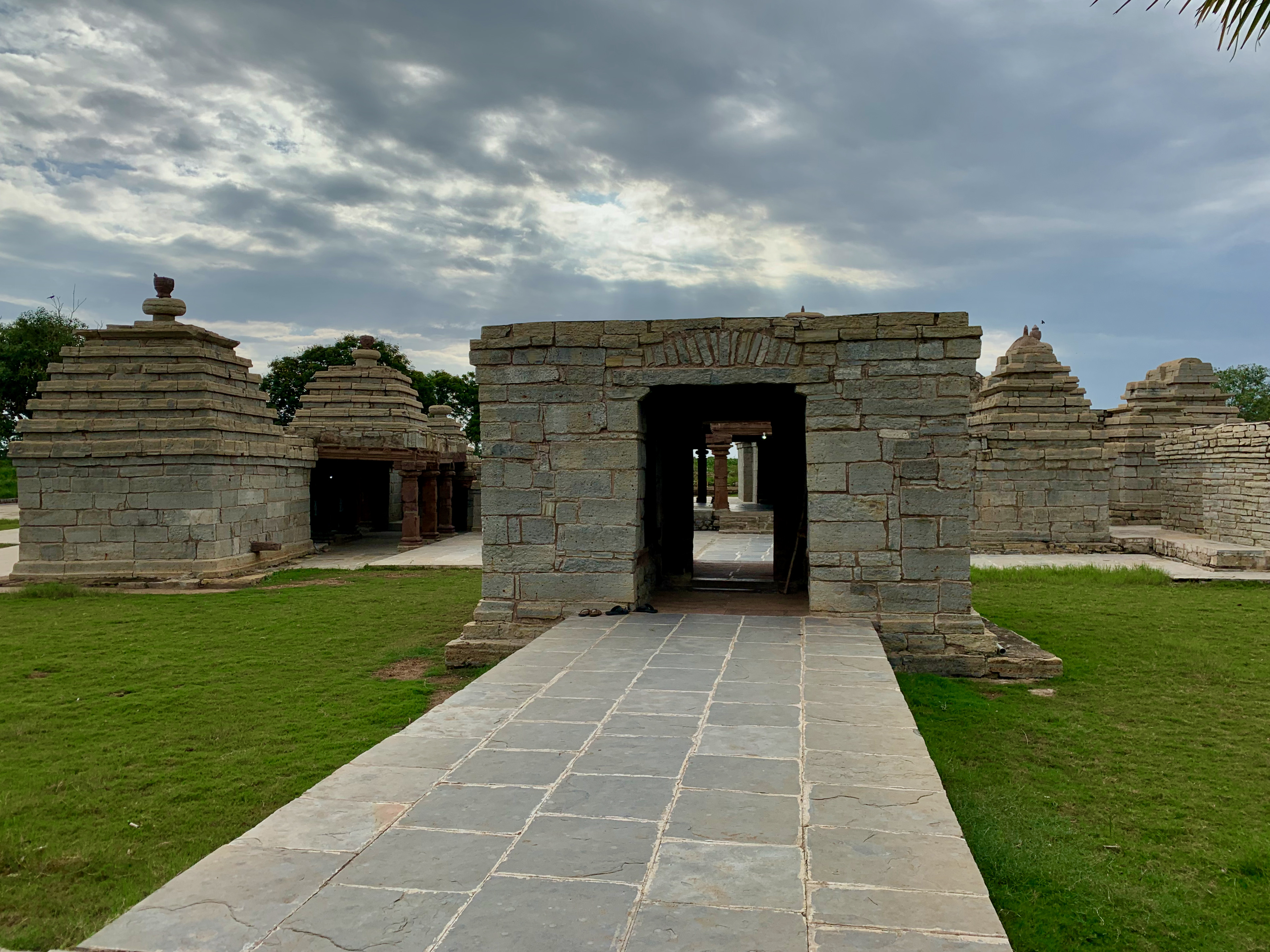
Alampur – Papanasi-Tempel

Alampur (auch Alampuram, Telugu: అలంపురం) ist eine historisch bedeutsame ca. 15.000 Einwohner zählende Kleinstadt im südindischen Bundesstaat Telangana nahe der Grenze zu Andhra Pradesh. Alampur war und ist eine bedeutende Hindu-Pilgerstadt mit ca. 25 historischen Tempeln (mandira).

## Lage und Klima
Die Kleinstadt Alampur liegt nahe der Einmündung der Tungabhadra in den Krishna in einer Höhe von ca. 270 m. Die Millionenstädte Hyderabad und Chennai sind etwa 220 km (Fahrtstrecke) in nördlicher bzw. ca. 490 km in südöstlicher Richtung entfernt. Der nächstgelegene Flughafen ist ca. 50 km entfernt und befindet sich bei der Großstadt Kurnool. Das Klima ist subtropisch warm; Regen (ca. 400–800 mm/Jahr) fällt überwiegend in der sommerlichen Monsunzeit.

## Bevölkerung
Ungefähr 80 % der Einwohner sind Hindus und ca. 15 % sind Moslems; der Rest entfällt auf andere Religionen (Jains, Buddhisten, Christen etc.).

## Geschichte
Um die Zeitenwende gehörte die Region um Alampur zum Satavahana-Reich. Vom 7. bis zum 11. Jahrhundert beherrschte eine Nebenlinie der Chalukya-Dynastie von der Hauptstadt Vengi (heute Pedavegi) aus die Gegend. Im 11. Jahrhundert übernahmen allmählich die Chola die Macht, die ihnen jedoch ab dem 12. Jahrhundert mehr und mehr entglitt; es folgten die Kakatiya-Dynastie und danach das Vijayanagar-Reich. Ab dem 16. Jahrhundert dominierten das muslimische Qutb-Schāhī-Sultanat, ab 1687 das Mogulreich und zuletzt die Briten.

## Sehenswürdigkeiten
In Alampur befinden sich mehrere Tempel oder Tempelgruppen aus der Chalukya-Zeit darunter der Jogulamba-Tempel, die Navabrahma-Tempel, die Papanasi-Tempel und der Sangameswara-Tempel.
Nahe beim Eingang zu den Navabrahma-Tempeln befindet sich ein kleines Archäologisches Museum mit Skulpturen und Inschriften aus Alampur und Umgebung.